# Campionato italiano di hockey su ghiaccio 1926
Il campionato italiano di hockey su ghiaccio 1926 fu la 2ª edizione del massimo campionato nazionale (in realtà lo divenne solo successivamente, con una manovra retroattiva) e si disputò in gara unica il 13 marzo 1926, presso il Palazzo del Ghiaccio di Milano. Ai vincitori viene assegnata la Coppa Cinzano, messa in palio dalla Casa Vinicola "Marone Cinzano".

## Formazioni
Le squadre che presero parte a questo primo trofeo furono due, provenienti da Milano e da Cortina d'Ampezzo:
- HC Milano
- GS Dolomiti Cortina Hockey

## Finale
Per la gara finale, come arbitro dell'incontro fu decretato Emilio Botturi, che era anche il presidente dell'HC Milano. La formazione di casa sconfisse gli avversari per 8-1, conquistando così per la seconda volta la Coppa Cinzano messa in palio per il vincitore. Solo nel 1927 con una manovra retroattiva la conquista della Coppa Cinzano valse come titolo nazionale.

### Referto
| Arbitro: | Emilio Botturi |

|                                                               |           |                  |
| Decio Trovati , Guido Botturi , Ambrogio Gobbi Edoardo Piazza | Marcatori | Egidio Apollonio |

## Formazione vincitrice
| HC Milano 2º titolo | Guido Botturi, Enrico Calcaterra, Ambrogio Gobbi (C), Giuseppe Paulon, Edoardo Piazza, Luigi Redaelli, Decio Trovati |